# Newfoundland and Labrador Route 435
Newfoundland and Labrador Route 435, afgekort Route 435 of NL-435, is een 34 km lange provinciale weg van de Canadese provincie Newfoundland en Labrador. De weg bevindt zich in het uiterste noorden van het Great Northern Peninsula van het eiland Newfoundland. 
Route 435 verbindt onder meer de gemeente Cook's Harbour met Route 430, de belangrijkste verkeersader van het schiereiland.

## Traject
Route 435 begint als aftakking van Route 430, in een afgelegen gebied nabij de zuidrand van Pistolet Bay. De weg gaat van daaruit in westelijke en uiteindelijk noordelijke richting, de oevers van de baai volgend. Na 24 km onbewoond gebied te doorkruisen, arriveert de weg in Cook's Harbour – de noordelijkste gemeente van Newfoundland.
Vanaf die plaats gaat Route 435 opnieuw naar het westen toe en passeert ze 1,5 km verder het gehucht Wild Bight. Nog een kilometer verder is er aan de rechterzijde de afslag richting Cape Norman, de noordelijke kaap van het eiland. Niet veel verder naar het westen bereikt de weg de Straat van Belle Isle, waarop de weg naar het zuidwesten toe begint te lopen. Na 34 km vindt de weg zijn eindpunt in het centrum van het gehucht North Boat Harbour.